# Solo rural
O solo rural é um dos dois tipos de solo no que diz respeito à classificação da ocupação do território. É aquele para o qual é reconhecida vocação para as actividades agrícolas, pecuárias, florestais ou minerais, assim como o que integra os espaços naturais de protecção ou de lazer, ou que seja ocupado por infra-estruturas que não lhe confiram o estatuto de solo urbano.